# درز میستی بتهوون
درز میستی بتهوون (انگلیسی: The Opening of Misty Beethoven) یک فیلم اروتیکِ پورنو به کارگردانی ردلی متزگر محصول سال ۱۹۷۶ است. از بازیگران آن می‌توان به کانستنس مانی، جیمی گیلیس، گلوریا لئونارد و کیسی دونوان اشاره کرد.
درز میستی بتهوون بر پایهٔ نمایش پیگمالیون از جرج برنارد شاو ساخته شده و از فیلمهای عصر طلایی پورن به‌شمار می‌آید.